# Okinawa Arena
El Okinawa Arena, también conocido provisionalmente como Okinawa City Multi-Purpose Arena, es un estadio cubierto en Okinawa, Japón. Fue inaugurado en marzo de 2021 y es una de las sedes de la Copa Mundial de Baloncesto FIBA 2023.

## Historia
Los planes para construir el estadio de Okinawa se hicieron ya en 2015. En 2016, se anunció que el recinto deportivo se construirá sobre el sitio ocupado por la plaza de toros de la ciudad de Okinawa junto al parque deportivo Koza. Sachiyo Kuwae, el alcalde de la ciudad, dio a conocer el plan maestro para el estadio polivalente con capacidad para 10.000 personas el 12 de julio de 2016. La instalación tendrá cinco plantas sobre rasante y contará con una zona de aparcamiento para 1000 vehículos. El Okinawa Arena tiene una superficie total de 26.200 m2 (282.000 pies cuadrados). Su costo total estimado, incluyendo sus instalaciones de estacionamiento, es de 17 mil millones de yenes.

## Uso
Okinawa Arena es sede del equipo de baloncesto profesional Ryukyu Golden Kings y también alberga eventos importantes en la ciudad de Okinawa.
Es la única sede de Japón en la Copa Mundial de Baloncesto FIBA 2023, que es coanfitrión con Filipinas e Indonesia.